# Arquebisbe de York

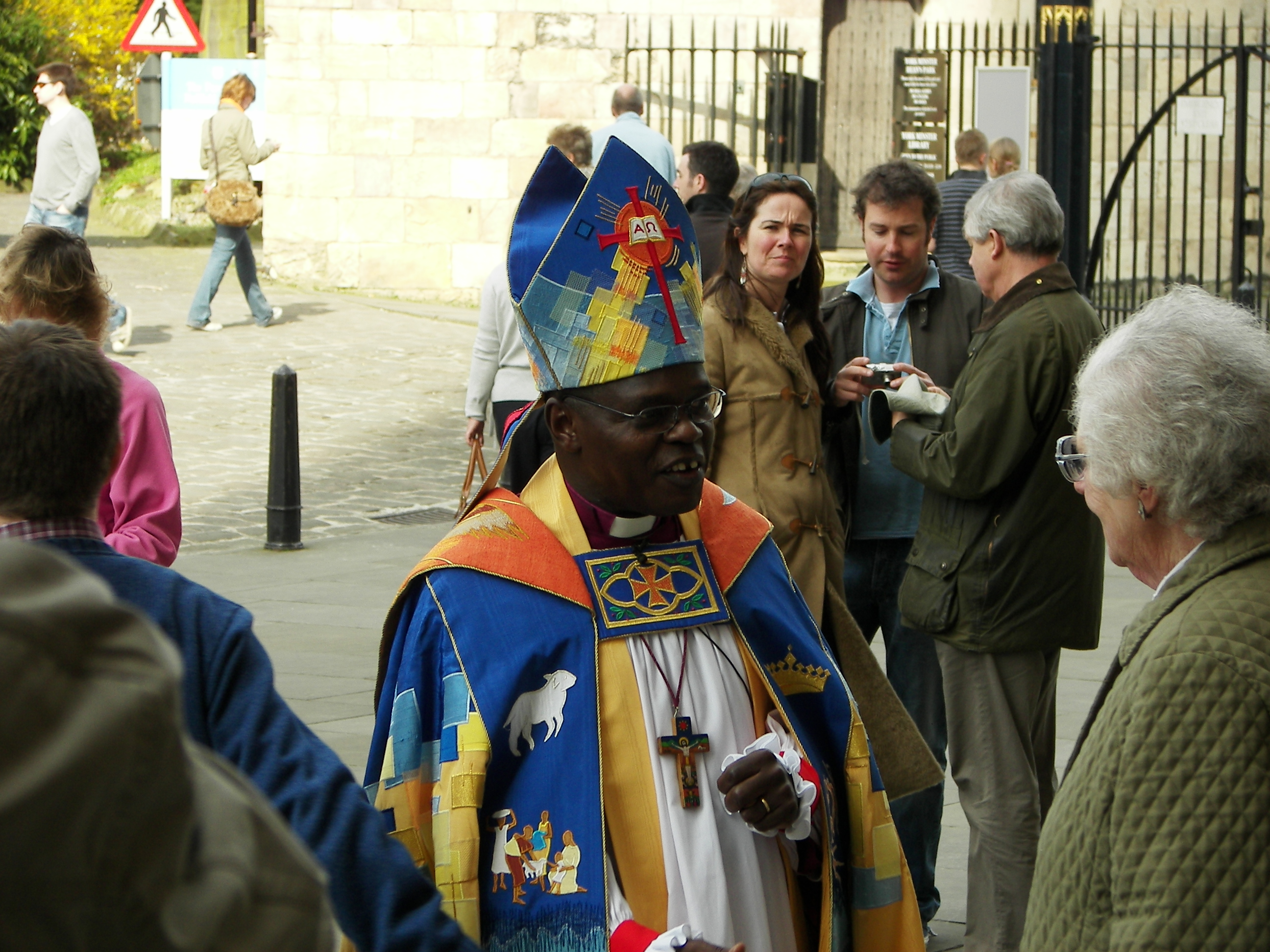
John Sentamu, arquebisbe de York (des del 2005)

L'arquebisbe de York és un clergue d'alt rang de l'Església Anglicana, tan sols superat per l'arquebisbat de Canterbury. És el bisbe de la diòcesi de York i bisbe metropolità de la província de York, que cobreix la porció nord d'Anglaterra (al nord del riu Trent) així com l'illa de Man. L'arquebisbe és un membre ex officio de la Cambra dels Lords, i és anomenat primat d'Anglaterra (l'arquebisbe de Canterbury és primat de tota Anglaterra). El seu tron es troba a la catedral de York, al centre de York, i la seva residència oficial és el palau de Bishopthorpe, a la vil·la de Bishopthorpe, als afores de York. Des del 5 d'octubre de 2005, l'arquebisbe, és John Sentamu, qui signa +Sentamu Ebor:.